# Ingeborg Sølvberg
Ingeborg Torvik Sølvberg, född 1943, är en norsk informationsvetare.
Sølvberg blev civilingenjör i teknisk fysik vid Norges tekniske høgskole 1967. Efter tio år som vetenskaplig assistent vid institutionen för fysik blev hon forskare vid högskolans datacenter, Regnesenteret NTH, där hon fick i uppdrag att designa och implementera bibliotekssystemet BIBSYS.
År 1992 utnämndes Sølvberg till professor vid institutionen för informatik vid Den allmennvitenskapelige høgskole i Trondheim. I och med detta blev hon Norges första kvinnliga professor i ett IT-ämne. Efter att Den allmennvitenskapelige høgskole år 1996 slogs samman med NTH för att bilda Norges teknisk-naturvetenskapliga universitet, blev Sølvberg professor i informationsförvaltning vid det nya universitetets institution för datateknik och informationsvetenskap.
Ingeborg Sølvberg är gift med datavetaren Arne Sølvberg.